# Darren Tate
Darren Tate, angleški trance producent, * 22. oktober, 1972, London, Anglija, dobro poznan tudi pod svojim umetniškim imenom DT8. Študiral je glasbo na Univerzi v Leedsu. Leta 2000 je ustanovil založbo Mondo Records. 

## Diskografija

#### Albumi
- Darren Tate - Horizons 01 (2006)
- Darren Tate - Horizons 02 (2008)
- DT8 Project - Perfect World (2007)

#### Singli
- Angelic - »It's My Turn« (2000)
- Angelic - »Can't Keep Me Silent« (2001)
- Angelic - »Stay With Me« (2001)
- Citizen Caned - »The Journey« (2001)
- Darren Tate - »Lifted« (2001)
- Darren Tate & Jono Grant - » Let The Light Shine In« (2002)
- Darren Tate & Mike Koglin - »Now Is The Time« (2002)
- Darren Tate - »Gracelands Episode 1« (2003)
- Darren Tate & Jono Grant - »Nocturnal Creatures« (2003)
- Darren Tate - »Prayer For God« (2003)
- Darren Tate vs Blue Amazon - »The Other Love« (2004)
- Darren Tate - »Elephant (R U Ready?) / Pulse« (2006)
- Darren Tate - »Echoes / Chori Chori« (2007)
- DT8 feat. Roxanne Wilde - »Destination« (2003)
- DT8 Project feat. Rob Li - »The Sun Is Shining (Down On Me)« (2004)
- DT8 Project feat. Andrea Britton - »Winter« (2005)
- DT8 Project feat. Mory Kante - »Narama« (2006)
- DT8 Project - »Hold Me Till The End« (2007)
- DT8 Project - »The Power Of One« (2007)
- Jurgen Vries - »The Theme« (2002)
- Jurgen Vries feat. CMC - »The Opera Song« (2003)
- Jurgen Vries feat. Shena - »Wilderness« (2003)
- Jurgen Vries feat. Andrea Britton - »Take My Hand« (2004)
- Kota - »Waiting« (skupaj z Mikeom Koglinom) (2003)
- Orion - »Eternity« (2000)
- Orion - »New World EP« (2000)
- Orion - »See Me Here« (2001)